# 正住院 (常滑市)
正住院（しょうじゅういん）は、愛知県常滑市にある浄土宗の寺院。山号は龍松山。

## 由緒
常楽寺を隠居した空観栄覚によって創建された。黄檗版一切経六七一巻を収蔵している。本能寺の変の際、徳川家康は本国である三河に帰る途中に、この寺の裏側の海から上陸したと伝わる。寺宝として、高久隆古が描いたふすま絵等がある。

## 文化財
愛知県指定文化財
- 高久隆古作品群73点

常滑市指定文化財
- 眉風炉(初代陶然作)
- 白鴎伝の石碑

## ギャラリー
- 本堂（1796年建立）
- 六角堂（1826年建立）